# 鉤恙蟎屬
鉤恙蟎屬（學名：Leptotrombidium；(/ˌlɛptoʊtrɒmˈbɪdiəm/），又名纤恙螨属，是蛛形綱蜱蟎亞綱蟎形總目恙蟎目恙蟎總科恙蟎科之下的一個屬，可透過叮咬人類而令人類感染恙蟲東方體（O. tsutsugamushi）而患上恙蟲病（亦作叢林斑疹傷寒）。鉤恙蟎屬的幼虫主要宿主是啮齿类，但有时也能寄生于人类或其他大型哺乳类动物中。
過往曾以為啮齿类動物是恙蟲東方體的宿主，而恙蟎只是感染的载体，但現時我們知道恙蟎一生只會進食一次，這使病原從啮齿类動物傳播至人類這種假設不可能，因為恙蟎要達成載體的話，需要先後嚙咬鼠隻取得病原、然後再嚙咬人類以將病原傳給人類。所以病菌只可能一開始就已在恙蟎的體內，透過產卵的過程從母體傳染給蟎的蟲卵。所以鉤恙蟎屬物種同時是恙蟲東方體的病原載體及天然宿主。感染幾乎均由雌蟲造成，而且似乎並未有對恙蟎造成傷害。

## 生命週期
幼蟎呈淡橙色，以液化了的皮膚組織為食，而不是血液，因為牠們的口器（一種螯肢）太短，無法深入至皮下的血管。有三對腿。幼蟎最常見的目標是囓齒動物，但也附著在人類身上。對人類來說，被恙蟎咬傷無痛，只有當幼蟎從皮膚上脫落後才會出現疼痛，而且會留下紅色丘疹，並可能會發展成焦痂。
幼蟎階段持續一至兩星期。進食後，幼蟎會掉到地上，變成若蟎。若蟎呈磚紅色，有四對腿。若蟎階段持續一至三星期。當若蟎成熟為成蟎時，會有四對腿，第一對最大。牠們對人類無害。在後期幼蟎階段，它們不再寄生並以植物材料為食。
雌蟲單獨產卵，約需一星期孵化。成蟎壽命約六個月。

## 物種
以下為本屬部分已知的物種：
- 赤蟲恙蟎（L. akamushi）：日本特有種[14]，是Kato血清型恙蟲東方體的自然宿主[3]
- L. arenicola[14]：只見於泰國及馬來西亞；
- 纖恙蟎（L. deliense）：又名地里恙蟎[14]，是華南[15]及泰國[16]的主要病毒載體。it is also endemic to Litchfield Park（英语：Litchfield National Park）, in the Northern Territory, Australia, where is carries the Litchfield serotype.[17]
- L. fletcheri[14]：只見於菲律賓及馬來西亞；
- 海島恙蟎（L. insularae[14]）：見於中国大陸[14]；
- 吉首恙蟎（L. jishoum[14]）：見於中国大陸[14]；
- 高湖恙蟎（L. kaohuensis[14]）：見於中国大陸[14]；
- 粗毛恙蟎（L. pallidum）：原生於日本[14]，Karp 及 Gilliam血清型的自然宿主[3][18]；
- 微紅恙蟎（L. rubellum[14]）：見於中国大陸[14]；
- 小盾纤恙螨（L. scutellare[2]）：又名小板恙蟎[14]，原生於日本，是Kawasaki 及 Kuroki血清型的自然宿主[3][18]，肾综合征出血热（hemorrhagic fever with renal syndrome, HFRS）的載體[2]。
- L. umbricola[14]：只見於泰國及馬來西亞；

## 外部連結
- 維基物種上的相關：鉤恙蟎屬